# Schwarzenberg (famiglia)
Gli Schwarzenberg sono una delle più antiche e rinomate famiglie aristocratiche franco-boeme.

## Storia
La famiglia risulta originatasi negli anni del Sacro Romano Impero, ed è menzionata per la prima volta nella storia nel 1172 (z'Svazenberka). Una linea della famiglia Seinsheim venne creata quando Erkinger I di Seinshein acquisì la Baronia di Schwarzenberg in Franconia, il Castello di Schwarzenberg e il titolo di Barone di Schwarzenberg, nel 1405–21. A quel tempo la famiglia possedeva anche diversi feudi in Boemia. Nel 1599 gli Schwarzenberg vennero elevati al titolo di conti e nel 1670 a quello di principi. La Casata di Schwarzenberg divenne una delle maggiori proprietarie terriere in Boemia a partire dal 1661 attraverso matrimoni d'alleanza con la Casata di Eggenberg. Negli anni settanta del XVII secolo, essi stabilirono la loro prima residenza in Boemia. Sino 1871 la loro residenza ufficiale fu a Krummau, oggi Český Krumlov, in Boemia (oggi nella Repubblica Ceca), poi a Frauenberg (Boemia).
La Casa di Schwarzenberg diede alla storia molti comandanti militari, politici, prelati (incluso un Arcivescovo di Praga), innovatori e patroni delle arti. Le loro proprietà in Boemia includevano il Ducato di Krummau (oggi Krumlov), Prachatice e Worlik (oggi Orlík). Essi acquisirono anche l'eredità della famiglia Rosenberg (Rožmberkové). Sui loro terreni impiegarono i sistemi d'agricoltura più innovativi, inaugurando anche la piantumazione in Boemia. Furono imparentati con moltissime famiglie europee tra cui quelle dei Lobkowicz, dei Fürstenberg, e degli Hohenzollern, Imperatori di Germania.
Il famoso generale e feldmaresciallo, Karl Philipp Schwarzenberg, appartenne a questa illustre casata.
Nel 1599 il ramo francone di Stefansberg fu elevato al titolo di conti dell'impero nel collegio di Franconia e dal 14 luglio 1670 di principi dell'impero con il principato sovrano di Klettgau (1687) nel Baden e la signoria di Sulz (1688). Rimasero sovrani con seggio e voto al Reichstag fino alla soppressione del Sacro Romano Impero. Nel 1782 venne venduta la ricca signoria sovrana di Gimborn e Neustadt al conte von Wallmoden.
Le proprietà degli Schwarzenberg includevano:
- Castello di Schwarzenberg a Scheinfeld, in Baviera
- Castello di Český Krumlov (a Český Krumlov, oggi in Repubblica Ceca, di loro proprietà dal 1719 al 1947)
- Castello di Frauenberg a Hluboká nad Vltavou, Repubblica Ceca
- Castello di Winterberg (Vimperk, Repubblica Ceca)
- Castello di Wittingau (Třeboň), Repubblica Ceca, sino al 1947
- Castello di Worlik (Orlík nad Vltavou, Repubblica Ceca)
- Castello di Čimelice a Čimelice, Repubblica Ceca

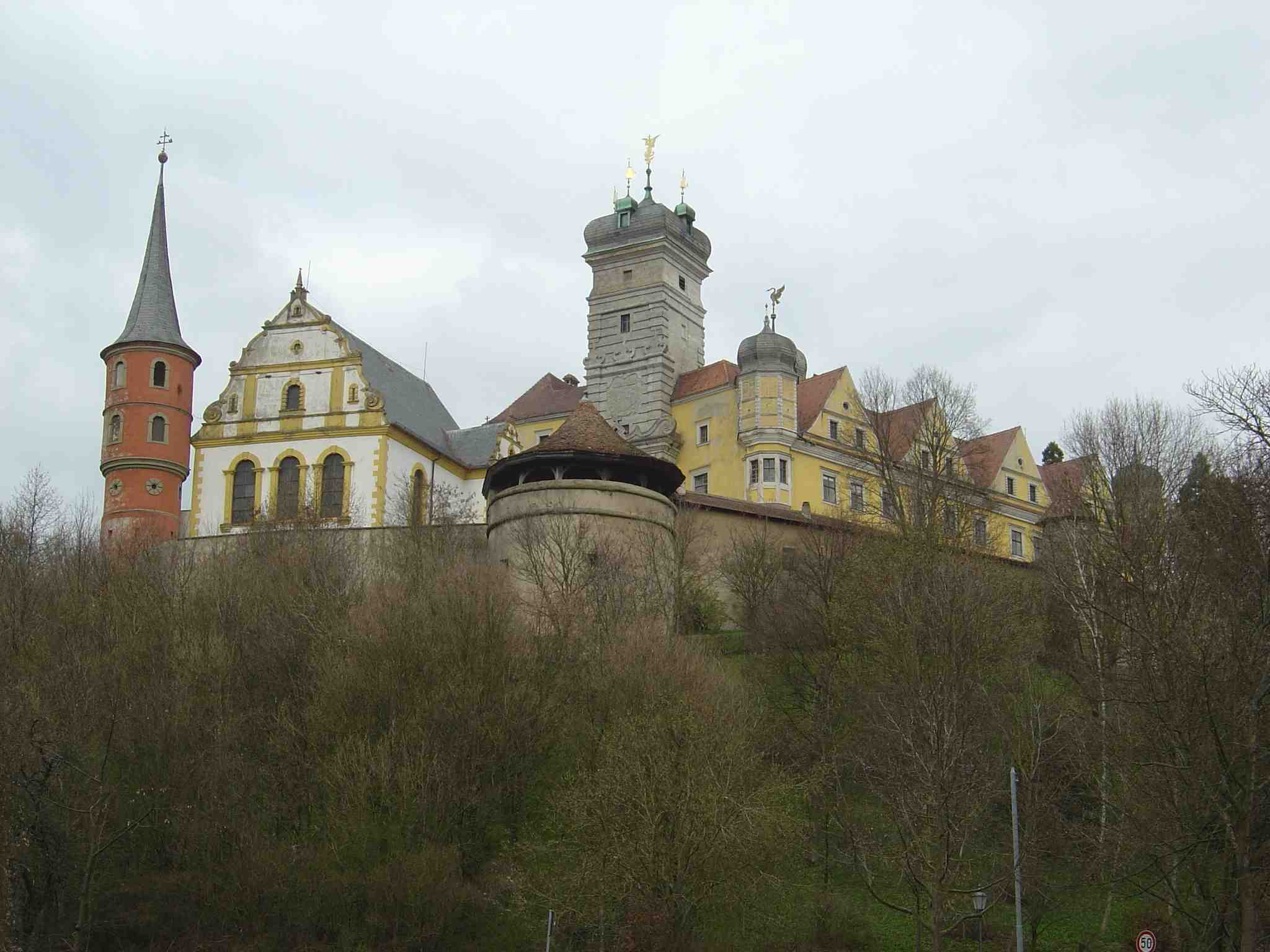
Il Castello di Schwarzenberg a Scheinfeld, in Baviera, Germania

- Castello di Klinkenberg, oggi Zvikov, Repubblica Ceca
- Palazzo Schwarzenberg a Praga, Repubblica Ceca (sino al 1947)
- Palazzo Schwarzenberg a Vienna, in Austria
- Palazzo Salm a Praga, Repubblica Ceca (sino al 1947)
- Cappella dell'Ossario di Sedlec

Nel XVIII secolo, la Casa di Schwarzenberg si divise in due linee. Una linea si estinse nel 1965 con Enrico di Schwarzenberg. La seconda linea venne fondata dal Principe Carlo I in Austria (Murau e Vienna). Il più famoso discendente della casata è stato Karel Schwarzenberg.

## Titoli
Titoli del capo della casata:

Stemma dei conti di Schwarzenberg

- Sua Altezza Serenissima il Principe di Schwarzenberg, Duca di Krumau, Conte di Sulz, Langravio Principesco di Klettgau.

Gli altri membri della famiglia non godono del titolo di Duca di Krumau.

### Stemma

Stemma del ramo primogenito

Stemma grande della ramo secondogenito

Il blasone della casata principesca è uno scudo inquartato con le armi antiche della casa, quelle dei conti di Sulz e dei signori di Brandis, dalla concessione imperiale del 1599 per la vittoria sui Turchi a Győr in Ungheria, rappresentata da una testa mozzata di turco con un corvo. Su tutto al centro un piccolo scudo con le vecchie armi principesche. Sul capo dello scudo era talvolta posta la croce dell'ordine di Malta, per indicare che il capo della casa è un cavaliere dell'ordine cavalleresco. Il collare dell'ordine del Toson d'oro circonda la base dello scudo e sotto di esso il motto di famiglia: "Nil nisi rectum".
I sostegni dello scudo sono due leoni smaltati d'oro che portano elmi con i cimieri di Sulz e di Brandis. Alla sommità del grande scudo tre elmi con i manenti degli altri emblemi.

### Signori di Seinsheim
- Erkinger († 917)
- Corrado
- Apollonio di Ä. († 1311)
- Ildebrando († 1386)
- Michele I († 1399)
- Erkinger VI (* 1362; † 1437) ricevette Schwarzenberg nel 1420, divenne Barone di Schwarzenberg nel 1429 e comprò Hohenlandsberg nel 1435

### Baroni di Schwarzenberg
- 1420–1437: Erkinger I
- 1437–1469: Michele II
- 1469–1499: Michele III
- 1499–1510: Erkinger II
- 1510–1526: Guglielmo I
- 1526–1557: Guglielmo II
- 1557–1599: Adolfo, Conte dal 1600

Nel 1599, la baronia venne elevata a Contea Imperiale.

### Baroni di Hohenlandsberg
- 1437–1502 Sigismondo I, figlio minore di Erkinger VI, Signore di Seinsheim
- 1502–1528 Giovanni
- 1528–1538 Cristoforo I
- 1538–1552 Guglielmo
- 1552–1596 Cristoforo II

### Conti di Hohenlandsberg
- 1566–1596 Cristoforo II
- 1596–1646 Giorgio Luigi morì senza eredi e lasciò i propri possedimenti al ramo principale dei Principi di Schwarzenberg.

### Conti di Schwarzenberg
- 1599–1600: Adolfo, Barone sino al 1557
- 1600–1641: Adamo I
- 1641–1670: Giovanni Adolfo I

Il 14 luglio 1670, la contea venne elevata a Contea Principesca e l'anno seguente a Langraviato Principesco.

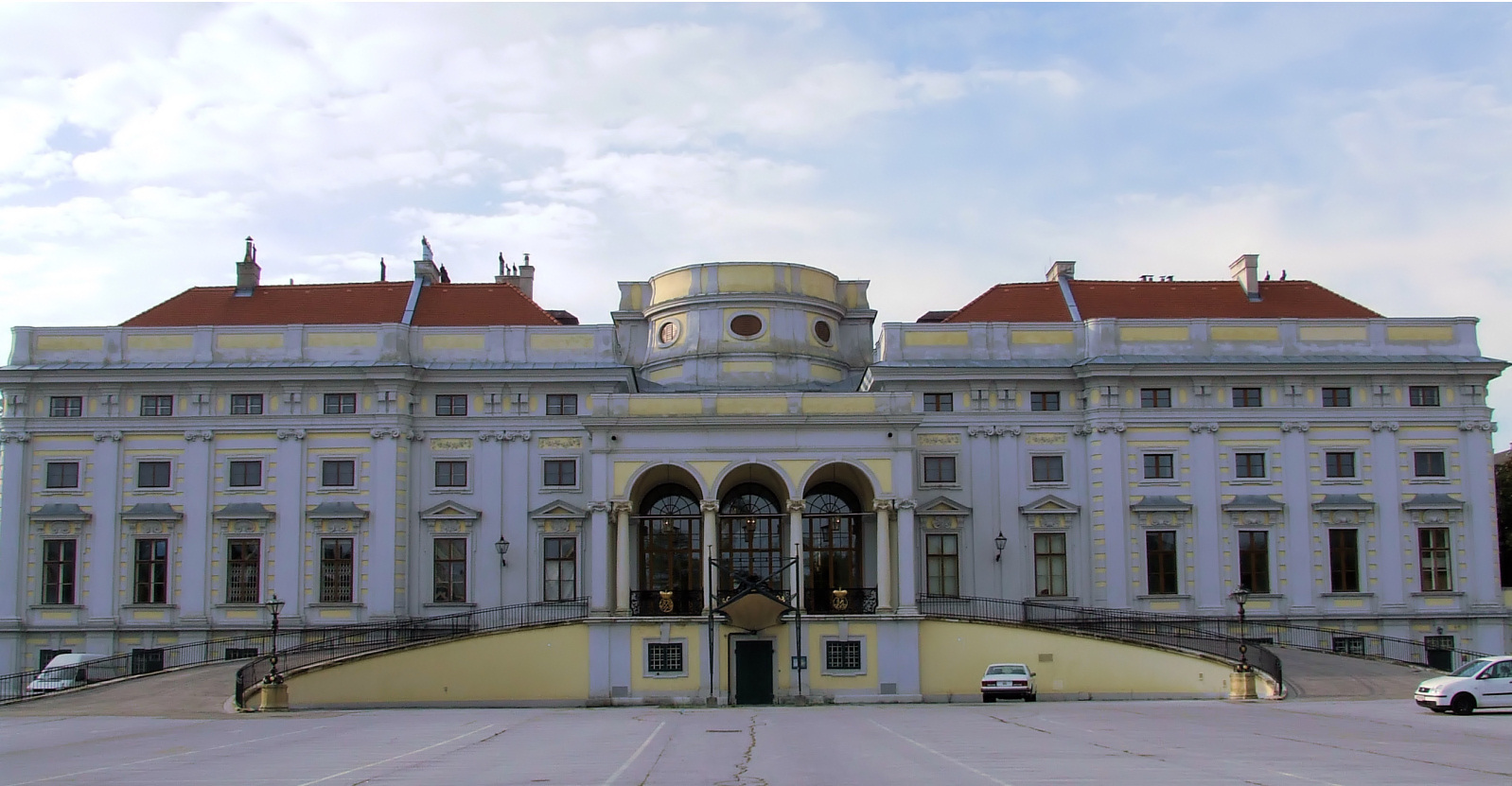
Palazzo Schwarzenberg a Vienna

### Principi di Schwarzenberg
- 1670–1683: Giovanni Adolfo I, I principe di Schwarzenberg
- 1683–1703: Ferdinando Guglielmo Eusebio, II principe di Schwarzenberg
- 1703–1732: Adamo II Francesco Carlo, III principe di Schwarzenberg
- 1722–1782: Giuseppe I Adamo, IV principe di Schwarzenberg
- 1782–1789: Giovanni I Nepomuceno, V principe di Schwarzenberg
- 1789–1833: Giuseppe II, VI principe di Schwarzenberg

Napoleone depose nel 1806 questa famiglia dal trono. I successori rimasero nobili dell’impero austriaco finché durò il regime monarchico.
- 1833–1888: Giovanni Adolfo II, VII principe di Schwarzenberg
- 1888–1914: Adolfo Giuseppe, VIII principe di Schwarzenberg
- 1914–1918: Giovanni II Nepomuceno, IX principe di Schwarzenberg

### Principi di Schwarzenberg - linea secondogenita

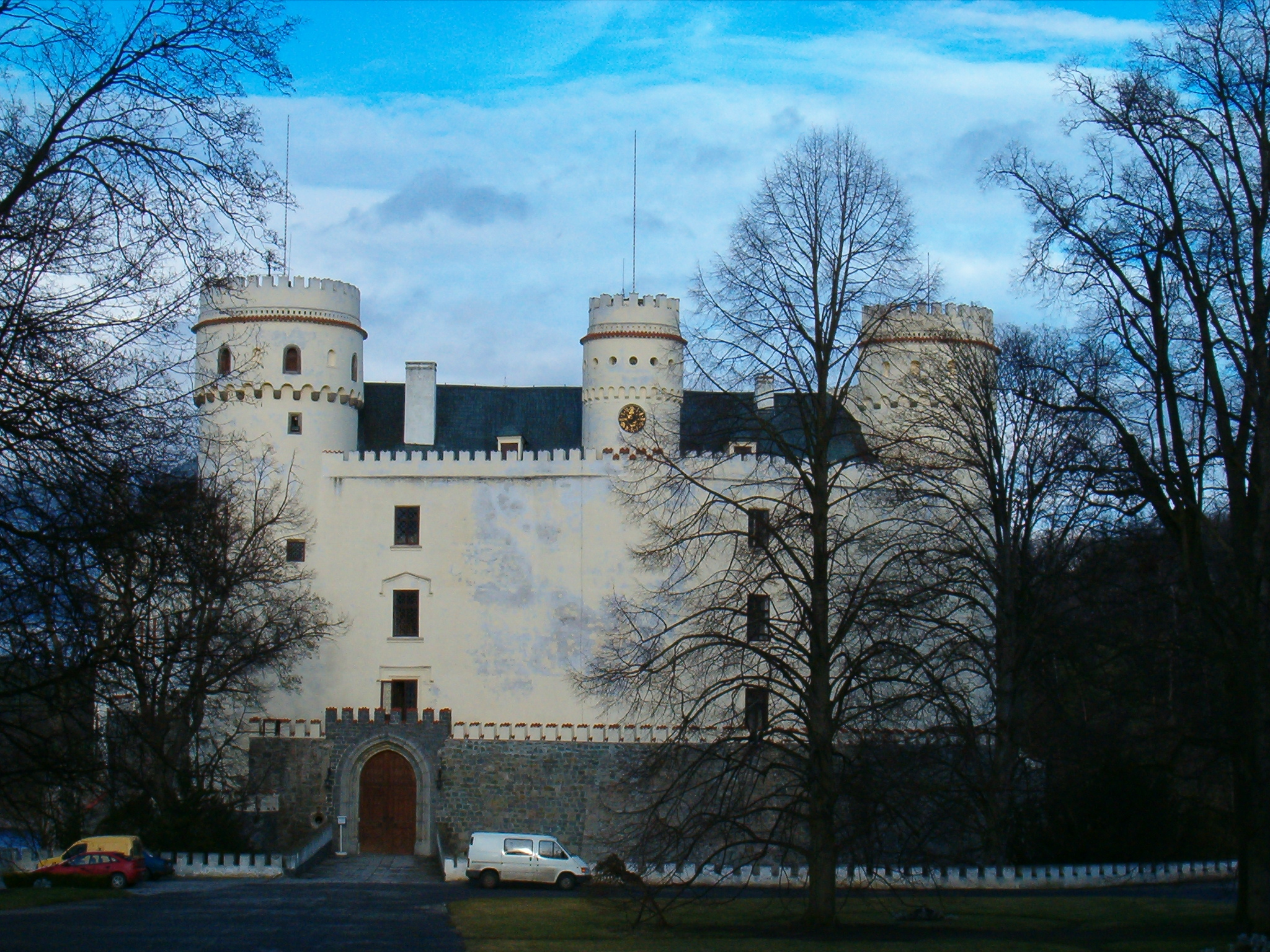
Castello di Worlik

- Karl Philipp Schwarzenberg (1804-1820), figlio del principe Giovanni I di Schwarzenberg, dal 1804 principe di Schwarzenberg (linea secondogenita), langravio di Sulz e Klettgau
- Carlo II di Schwarzenberg (1820-1858), II principe di Schwarzenberg - linea secondogenita
- Carlo III di Schwarzenberg (1858-1904), III principe di Schwarzenberg - linea secondogenita
- Carlo IV di Schwarzenberg (1904-1913), IV principe di Schwarzenberg - linea secondogenita
- Carlo V di Schwarzenberg (1913-1914), V principe di Schwarzenberg - linea secondogenita
- Carlo VI di Schwarzenberg (1914-1918), VI principe di Schwarzenberg - linea secondogenita

### Capi della Seconda Casata di Schwarzenberg
- Carlo VI di Schwarzenberg (1918-1986), VI principe di Schwarzenberg - linea secondogenita
- Karel Schwarzenberg, adottato dal cugino Enrico di Schwarzenberg

### Capi della Casa di Schwarzenberg

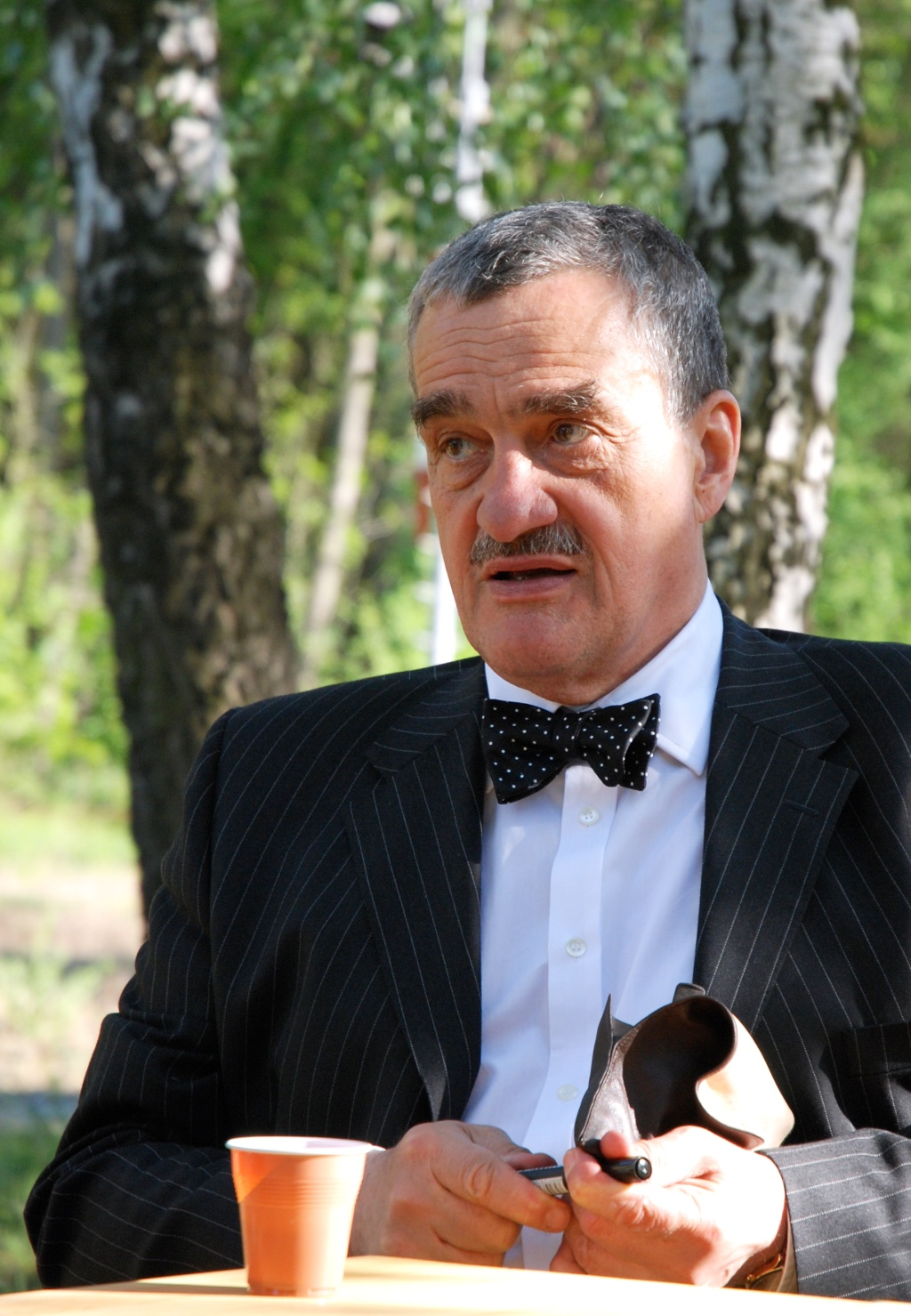
Karel Schwarzenberg, ministro della Repubblica Ceca

- 1918–1938: Giovanni II Nepomuceno di Schwarzenberg
- 1938–1950: Adolfo I di Schwarzenberg — senza eredi, adottò il proprio nipote più giovane, Giuseppe Schwarzenberg, figlio di suo fratello, Enrico di Krumau
- 1950–1979: Giuseppe Schwarzenberg
- 1979–2023: Karel Schwarzenberg
- 2023- oggi: Giovanni Nepomuceno

## La dinastia
Vengono di seguito elencati i discendenti del principe Giovanni I di Schwarzenberg (1742-1789), fino ai giorni nostri, divisi rispettivamente tra i rami di Frauenberg-Krummau (Hluboká-Krumlov) e Worlik (Orlik). Per maggiore leggibilità, vengono posti in elenco i nomi dei soli successori maschi, eventualmente corredati da informazioni significative. I nomi dei membri della parte primogenita della famiglia, sono riportati in grassetto.
- Jan I Nepomuk (1742–1789), 5º Principe di Schwarzenberg, 10° (3° della propria linea) Duca di Krummau 
  - A1. Josef II Jan (1769–1833), 6º Principe di Schwarzenberg, 11° (4° della propria linea) Duca di Krummau (1789–1833), fondatore del ramo principale (Frauenberg-Krummau)
    - B1. Jan Adolf II (1799–1888), 7º Principe di Schwarzenberg, 12° (5° della propria linea) Duca di Krummau (1833–1888)
      - C1. Adolf Josef (1832–1914), 8º Principe di Schwarzenberg, 13° (6° della sua linea) Duca di Krummau (1888–1914)
        - D1. Jan II Nepomuk (1860–1938), 9º Principe di Schwarzenberg, 14° (7° della propria linea) Duca di Krummau (1914-1938)
          - E1. Adolph Jan (1890–1950), 10º Principe di Schwarzenberg, 15° (8° della propria linea) Duca di Krummau (1938–1950)
          - E2. Karl (1892–1919)
          - E3. Edmund Černov (1897–1932) - Detto "pecora nera" in conseguenza alla rinuncia del proprio cognome e di ogni titolo

        - D2. Alois (1863–1937)
        - D3. Felix (1867–1946)
          - E1. Josef III (1900–1979), 11º Principe di Schwarzenberg (1950-1979), ultimo rappresentante del ramo primogenito
          - E2. Heinrich (1903–1965), 16° (9° della propria linea) Duca di Krummau (1950–1965)

        - D4. Georg (1867–1952)
        - D5. Karl (1871–1902)

      - C2. Cajus (1839–1941)

    - B2. Felix (1800–1852), Primo Ministro d'Austria
    - B3. Friedrich (1809–1885), Arcivescovo di Praga

  - A2. Karl I Philipp (1771–1820), Principe di Schwarzenberg, fondatore e capo del secondo ramo della famiglia (Worlik)
    - B1. Friedrich (1800–1870), Rinunciatario del titolo in favore del fratello
    - B2. Karl II (1802–1858), Principe di Schwarzenberg
      - C1. Karl III (1824–1904), Principe di Schwarzenberg
        - D1. Karl IV (1859–1913), Principe di Schwarzenberg 
          - E1. Karl V (1886–1914), Principe di Schwarzenberg
            - F1. Karel VI (1911–1989), Principe di Schwarzenberg
              - G1.  Karl (VII / I) Schwarzenberg (* 1937), 12º Principe di Schwarzenberg (dal 1979), 17° (10° rispetto alla propria linea originale) Duca di Krummau (dal 1965), Ex Ministro degli Affari Esteri e candidato a Presidente della Repubblica Ceca nel 2013. Sotto di lui, le linee del casato sono state unificate.
                - H1. Jan Nepomuk (* 1967)

              - G2. Friedrich (* 1940–2014)
                - H1. Ferdinand (* 1989)

            - F2. Franz Friedrich Maria (1913–1992), Strenuo oppositore nei confronti del regime Nazista in Boemia
              - G1. Johann (* 1957)
                - H1. Alexander (* 1996)

          - E2. Ernst (1892–1979)
          - E3. Josef (1894–1894)
          - E4. Jan Nepomuk (1903–1978), Ambasciatore Austriaco
            - F1. Erkinger (* 1933)
              - G1. Jan (* 1963)
              - G2. Alexandr (* 1971)
                - H1. Karl Philipp (* 2003)

        - D2. Friedrich (1862–1936)

    - B2. Leopold (1803–1873), Maresciallo Austriaco